# Amrapali Dubey
Pour les articles homonymes, voir Dubey.
Amrapali Dubey (née le 11 janvier 1987) est une actrice de cinéma indienne connue pour les films bhojpouri. 
Elle a joué le rôle principal de Suman dans l'émission Rehna Hai Teri Palkon Ki Chhaon Mein  (en) en ????. Elle a aussi joué dans Saat Phere et Maayka sur Zee TV et a également été vue à Mera Naam Karegi Roshan. Dubey était dans l'émission de fiction Sahara One Haunted Nights,,, . 
En 2014, elle fait ses débuts au cinéma bhojpouri avec un rôle principal dans Nirahua Hindustani face à Dinesh Lal Yadav.  

## Jeunesse
Dubey est née le 11 janvier 1987. Elle est originaire de Gorakhpur, Uttar Pradesh. Mais, elle a déménagé à Mumbai avec son grand-père. Elle a terminé ses études au Bhavan's College, Mumbai.  

## Télévision
- Rehna Hai Teri Palkon Ki Chhaon Mein (2009-2010) en tant que Suman
- Saat Phere (2008-2009) en tant que Shweta Singh
- Maayka (2009) comme Tina
- Mera Naam Karegi Roshan (2010) en tant que Reet